# Nonpropodeum silvaemontis
Nonpropodeum silvaemontis är en stekelart som beskrevs av Heinrich 1934. Nonpropodeum silvaemontis ingår i släktet Nonpropodeum och familjen brokparasitsteklar. Inga underarter finns listade i Catalogue of Life.